# Chris Haywood

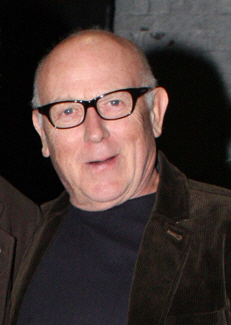
Chris Haywood (2012)

Christopher „Chris“ Charles Haywood (* 24. Juli 1948 in Billericay, Essex, England) ist ein australischer Theater- und Filmschauspieler.

## Leben
Haywood wurde im englischen Billericay geboren. Er verbrachte seine frühe Kindheit in Chelmsford, bevor er nach High Wycombe in Buckinghamshire zog. Dort besuchte er von 1959 bis 1965 die Royal Grammar School. Anschließend arbeitete er nebenberuflich bei einem lokalen Weinversender, bevor er einen Platz an der East 15 Acting School erhielt. Nach seinem Abschluss im Jahr 1970 emigrierte er nach Australien und war kurz darauf in der Nimrod Theatre Company in Sydney tätig und half laut einem Interview mit der ABC-Reporterin Jane Cowan tatsächlich beim Bau der Räumlichkeiten mit Altholz. Er war zwei Jahre lang künstlerischer Leiter des Pro’s and Con’s Playhouse im Parramatta Jail. Er konnte den Drama-Service im Kiribati National Radio etablieren.
Haywood ist Schirmherr der Friends of Waverley Library, wo er den „Nib“, den Waverley Library Literary Award einführte. Dieser ist heute als Mark & Evette Moran Nib Literary Award bekannt und wird an australische Schriftsteller verliehen, die in den letzten 12 Monaten außergewöhnliche Publikationen veröffentlichten. Er ist mit 400.000 US-Dollar honoriert. Er ist außerdem stellvertretender Kapitän der VRA Hawkesbury und Steuermann des Rettungsbootes. Er arbeitet auch als Steuermann in der australischen Perlenindustrie für Brocken Bay Pearls, einem Teil der ältesten australischen Perlenfirma Pearls of Australia. Er war mit der Schauspielerin Wendy Hughes verheiratet. Gemeinsam sind sie Eltern einer Tochter. Charlotte Haywood (* 1978) arbeitet ebenfalls in der Filmindustrie, allerdings hinter den Kulissen. Insgesamt ist er Vater von fünf Kindern.
Anfang der 1970er Jahre debütierte er als Schauspieler. Seitdem ist er Dank fast 200 Besetzungen in Fernseh- und Filmproduktionen einem breiten Publikum bekannt geworden. Er übernahm Rollen im Kinofilm Sleeping Beauty, wirkte aber auch in sogenannten Trash-Filmen wie 2017 in Boar mit.

## Filmografie (Auswahl)
- 1974: Die Autos, die Paris auffraßen (The Cars That Ate Paris)
- 1982: Die grünen Teufel vom Mekong (Attack Force Z)
- 1984: Razorback
- 1985: Coca Cola Kid (The Coca Cola Kid)
- 1986: Call Me Mr. Brown (Fernsehfilm)
- 1986: Malcolm
- 1987: Der Navigator (The Navigator – A Medieval Odyssey)
- 1988: Trendsetters – Jahrmarkt der Illusionen (Emerald City)
- 1990: Quigley der Australier (Quigley down under)
- 1996: Shine – Der Weg ins Licht (Shine)
- 1997: Fable – Tödliche Prophezeiung (Fable)
- 1997: Kiss or Kill
- 1999: Molokai: The Story of Father Damien
- 2000: The Monkey’s Mask
- 2003: Subterano
- 2006: Jindabyne – Irgendwo in Australien (Jindabyne)
- 2009: The Boys Are Back – Zurück ins Leben (The Boys Are Back)
- 2011: Sleeping Beauty
- 2013: Die Rückkehr zur Insel der Abenteuer (Return to Nim’s Island)
- 2017: Boar
- 2017: Wolf Creek (Fernsehserie, Episode 2x01)
- 2019: In deinen Armen (Dirt Music)
- 2024: Mein Weg – 780 km zu mir (The Way, my Way)